# 第二次ウィンチェスターの戦い
第二次ウィンチェスターの戦い（だいにじウィンチェスターのたたかい、英:Second Battle of Winchester）は、南北戦争のゲティスバーグ方面作戦の一部として1863年6月13日から6月15日に、バージニア州フレデリック郡およびウィンチェスターで起こった戦闘である。南軍リチャード・イーウェル中将がペンシルベニア州に向かってシェナンドー渓谷を下る途中で、北軍ロバート・H・ミルロイ少将が指揮する守備隊を破り、ウィンチェスター市を占領し、4,000名の北軍兵を捕獲した。

## 背景
1863年6月9日のブランディ・ステーションの戦い後に、南軍のロバート・E・リー将軍は、その北バージニア軍のイーウエルが指揮する第2軍団19,000名に、シェナンドー渓谷低地にいる北軍抵抗勢力を一掃することを命じ、それでリー軍本隊が北軍の干渉からブルーリッジ山脈に遮蔽されて、ペンシルベニア州まで侵攻できるよう考えていた。
北軍の総司令官ヘンリー・ハレックは中部方面軍の防御戦略がその主要な目標はボルティモア・アンド・オハイオ鉄道のルートを守ることであることについて大いに心配していた。「鉄道師団」の指揮官ベンジャミン・フランクリン・ケリー准将（ハーパーズ・フェリー方面軍）は、ミルロイ少将とロバート・C・シェンク少将（中部方面軍指揮官）の作戦と共にケリー自身の作戦も不安定という通知を受けていた。

## 対戦した戦力

### 南軍北バージニア軍イーウェルの第2軍団
リチャード・イーウェル中将の19,000名の部隊は次の構成だった。
- ジュバル・アーリー少将師団、ハリー・T・ヘイズ（ルイジアナ・タイガース旅団）、ウィリアム・"イクストラ・ビリー"・スミス、ジョン・B・ゴードンおよびアイザック・E・アベリー各准将の旅団
- ロバート・E・ローズ少将師団、ジュニアス・ダニエル、ジョージ・P・ドールズ、アルフレッド・アイバーソン、スティーブン・ドッドソン・ラムスール各准将およびエドワード・A・オニール大佐の旅団
- エドワード・"アレゲニー"・ジョンソン少将師団、ジョージ・H・スチュアート、ジェイムズ・A・ウォーカー（ストーンウォール旅団）、ジョン・M・ジョーンズ各准将およびジェシー・M・ウィリアムズ大佐（ニコル旅団）の旅団
- アルバート・G・ジェンキンス准将の騎兵旅団
- J・トンプソン・ブラウン大佐の砲兵予備隊

### 北軍中部方面軍第8軍団第2師団
ロバート・H・ミルロイ少将の6,900名の部隊は、ワシントン・L・エリオット准将とアンドリュー・T・マクレイノルズおよびウィリアム・G・エリー各大佐の3個歩兵旅団、およびジョセフ・W・キーファー大佐の町北西の小さな前哨隊より構成された。

## 初期の動き

### 北バージニア軍の動き
イーウェル軍の動きは、北バージニア軍がブルーリッジ山脈を遮蔽物に使って、ペンシルベニア州に向けポトマック川を越える全体の動きの一部として協調が取れていた。この戦略的攻勢操軍は、ロバート・E・・リー将軍が、秘密にシェナンドー渓谷を下る動きで「ポトマック川の向こうに戦争の現場を移す」とその意図を洩らした6月3日に行動に移された。
ジェイムズ・ロングストリート中将の第1軍団（スニッカーズ・ギャップ経由）とA・P・ヒル中将の第3軍団（アッシュビーズ・ギャップ経由）は第2軍団の動きと並行してベリービルを抜けて東行しており、スチュアートの騎兵師団はブルーリッジ山脈の東、北バージニア軍右側面にそって示威行動と遮蔽行動を行うことで注意深くリー軍の動きと同調し遮蔽するように命令されていた。

#### イーウェルの第2軍団の動き
6月4日-11日第2軍団は6月4日にハミルトンズ・クロッシングを出発し、カルペパーに向かい6月7日に到着した。北軍が大挙してラッパハノック川を渡ったという情報が入り、リーはイーウェルに北東のブランディ・ステーションに向かうよう命じ、イーウェルは6月9日のブランディ・ステーションの戦いでJ・E・B・スチュアートの戦いを支援しようとしたが、既に北軍は退却した後だった。イーウェルは6月10日に進軍を再開し、6月11日にはアーリーとジョンソンの師団がスペリービル・ターンパイクを経てゲインズ交差点に至り、一方ローズ師団はリッチモンド道路を通ってフリントヒルに至った。11日の夜、イーウェルはリーに相談した後で、アーリー、ジョンソンおよび第2軍団の地形学者であるジェデディア・ホッチキスと会い、接近路と第2軍団の目標であるウィンチェスターとマーティンスバーグの占領について検討した。
6月12日第2軍団はフロントロイヤルの南西、チェスターズギャップを過ぎてフロントロイヤル・パイク（現在のアメリカ国道522号線）を進んだ。そこでアルバート・G・ジェンキンス准将の騎兵旅団が合流した。イーウェルはアーリーとジェンキンスに相談して軍団レベルの作戦を作り、軍団を分けて2つの基本的に独立した動きをすることにした。
- 北のベリービルとマーティンスバーグに対して妨害と遮断の操軍:
  - 部隊: ローズ師団およびジェンキンスの騎兵旅団
  - 進軍方向: 北に分岐しベリービルを経てマーティンスバーグに至る
  - イーウェルの目的: もし可能ならばマクレイノルズの1,800名の部隊を捕獲し、北のマーティンスバーグに圧力を掛ける
- ウィンチェスターに向けた主力部隊の操軍:
  - 部隊: アーリー師団、ジョンソン師団およびジェンキンスの騎兵旅団のうち第16バージニア騎兵大隊（ジェイムズ・H・ヌーナン少佐）
  - 進軍方向: 北西のウィンチェスターに向かう
  - イーウェルの目的: ウィンチェスターの要塞とミルロイの6,000ないし8,000名の部隊を攻撃する

6月12日の終わりまでに、ローズ師団はフロントロイヤルの北5マイル (8 km)に達してストーン橋で宿営し、ジョンソン師団はシーダービルに、アーリー師団はシェナンドー川で宿営した。

### ミルロイの防御準備

#### べりービル前哨基地
ミルロイは4月までに4ヶ月間ウィンチェスター市を占領しており、シェナンドー渓谷下流で南軍の襲撃を野放しにしていたために、中部方面軍指揮官のシェンクは心配するようになり、さらに東のべりービルに1個旅団を置いておくようミルロイに命じた。そこからはシェナンドー川を渡って偵察し、渓谷の東境界であるブルーリッジ山脈にあるスニッカーズ・ギャップとアッシュビーズ・ギャップの内外を南軍襲撃隊を探し求める作戦基地になった。ミルロイは命令に応えてマクレイノルズの旅団をべりービルに置き、重砲の1つの発砲を合図にそこを放棄してウィンチェスターに帰ってくるよう命令していた。

#### 騎兵の防御
ミルロイはウィンチェスターの周りに哨兵を配置したが、偵察は疲れるものだったためにウィンチェスターに非常に近く配置されたので、ミルロイは周りの事情を掴んでいないのと同じだった。ミルロイが離れた歩哨を置いたことも恐らくはその管轄地域で起こり続ける様々な南軍の襲撃を抑えるようとして蒙った大きな損失のせいだった。2月26日に起こった衝突では、第1ニューヨーク騎兵隊と第13ペンシルベニア騎兵隊を襲撃者追撃に派遣したが、南軍O・R・ファンステン大佐の指揮する第7および第11バージニア騎兵隊と遭遇し、12名の士官を含み197名の破壊的損失を蒙っていた。ミルロイはまた6月に向かう月日の間にジョン・S・モスビー大佐のレンジャーズの多くを捕まえ殺すことを想定して、他の大きな偵察騎兵襲撃をしばしば報告していた。しかし、モスビー・レンジャーズの記録にはこれら戦闘の大半を裏付けるか言及するものはなかった。ミルロイが南に配した最も遠い歩哨はウィンチェスターからわずか4マイル (6 km) 南、オペクォン・クリークの渡しにあるパーキンスミル砲台近くに配された。ウィンチェスターの西に配された北軍歩哨の記録では南軍を見ることも遭遇もしていなかった。

#### 防御
ウィンチェスター市は町の周りや町に入る道路沿いに砦や三日月堡で厚く防御されていた。ウィンチェスター市中には、ミルロイが第1号から第10号砲台と追い番をうった10カ所の防御砦を建設するか改良しており、以前に南軍か北軍が占領したときに造られていた砦を改良していた。砦は道路や塹壕で繋がれており、これらを使うのがミルロイの防御戦略の要だった。これら防御工作物の中に部隊を引き入れて、長距離重砲を使うことで、その前に現れる如何なる軍隊に対しても、数ヶ月とは言わずとも数週間なら持ち堪えられると考えていた。
戦闘中ミルロイは町の西尾根にある3つの最も高く最も改良され、塹壕で繋がれた砦に部隊を集中させた。大きな砦は次のように名付けられた。
- 第2号砲台 - ミルロイ砦: 元々南軍が建設し「高地の砦」あるいは「主砦」と呼ばれ、これが北軍のバンクス少将によって改良されて第39ニューヨーク連隊が「ガリバルディ砦」と呼んだ。この砦はミルロイ部隊が大きく改良し重砲を含み14門の大砲を備え、ミルロイ砦と改名された（しかし、この戦闘後ジャクソン砦とまた改名された）。
- 第3号砲台 - スター砦: この砦は1862年に北軍が建設した。ミルロイが改良し8門の大砲を備えた（その後アラバマ砦と改名）。
- 第5号砲台 - ウェスト砦: この砦は大砲4門を備えた三日月堡。ミルロイ砦の真西にあった（その後ルイジアナ・ハイツと改名された）。

小さな砦も初めは使われたが、戦闘中にミルロイが放棄した。
- 第1号砲台: ミルロイ砦の南、ボウワーズヒルに沿った線形の壕と三日月堡
- 第4号砲台: スター砦の真北、同じに尾根にあり、塹壕と小型三日月堡を備えた大きな星形堡、大砲6門
- 第6号砲台: ウェスト砦と第7号砲台の間にある丘頂上の小型三日月堡、大砲2門
- 第7号砲台: アップルパイ尾根道路の西、アップルパイ尾根の大型三日月堡と塹壕線、大砲8門
- 第8号砲台: スター砦の西、丘の斜面、2つの凸角堡の集合、
- 第9号砲台: 位置不明
- 第10号砲台: 町の北端、マーティンスバーグ・ターンパイクの東側に造られた南軍のコリア砦
- オペクォン・クリークの渡しにあるパーキンスミル砲台: ウィンチェスターの南4マイル (6 km)、フロントロイヤル・ターンパイクのオペクォン川渡しにある三日月堡あるいは凸角堡

## 主戦闘

### 6月13日: 戦闘開始

#### イーウェルの攻撃作戦
イーウェルとその将軍達は第一次ウィンチェスターの戦いでストーンウォール・ジャクソン中将指揮の下にここで戦った経験があり、ウィンチェスターの戦術的状況を知悉していて、様々な砦の配置や町の西側の地形が遮蔽効果があることを理解していた。それ故にイーウェルはまた、その2個師団による主攻撃隊を2つに分けて、基本的な側面移動を行わせた。
- 西（左翼）側面移動
  - 部隊: アーリー師団、ブラウンの砲兵大隊、第1メリーランド歩兵大隊およびボルティモア軽砲兵隊
  - 方向: ニュートンの西、バレー・パイク上
  - イーウェルの目的: 南西からウィンチェスターに接近し、町の西と北西の尾根から接近する側面通路を探す
- 東（右翼）側面移動
  - 部隊: ジョンソン師団、第16バージニア騎兵大隊
  - 方向: ウィンチェスターの北西、フロントロイヤル・パイク上
  - イーウェルの目的: ウィンチェスターの東側を示威行動し、アーリーの動きから「注意を逸らす」[10]

#### ジョンソン師団のフロントロイヤル・パイク上の進軍
ジョンソン師団はフロントロイヤル・パイク上を北西に動きながら、8時半頃にオペクォン・クリークの渡しにあるパーキンスミル砲台で北軍の哨兵を追い出した。9時半頃にはホージランで騎兵の小競り合いが起こった。ジョンソン師団の前進は、正午少し前にミルロイ砦からの重砲の砲撃で止まり、その後は小競り合いとホリンスワースミル近くの丘にある北軍の大砲との砲撃戦になった。ジョンソンはアーリー師団の到着と歩調を合わせるためにその時の陣地を守らせた。

#### アーリー師団のバレー・パイク上の進軍
イーウェルはアーリー師団にナインバーを経由してニュータウンまで西に行き、バレー・パイク上を北へ動くよう命じた。カーンズタウン郊外に到着すると、正午頃に歩兵と砲兵の軽い戦闘が始まった。午後4時頃になって、バレー・パイク料金徴収所でアーリーが北軍の散兵を駆逐し、さらに小さな戦闘後に、北軍はエイブラムスクリークの北に後退した。

#### ミルロイの砦への集中
ミルロイはこの時点までに戦闘を見ていたが、依然としてリー軍の第2軍団全軍に直面しているという概念が無かった。ミルロイは町を守る3つの砦に部隊を集中させた。まさにこのような事態になることを恐れて、総司令官ヘンリー・ハレックはシェンクを通じてミルロイにウィンチェスターからハーパーズ・フェリーに撤退させるよう命令させていた。シェンクはミルロイと撤退について協議していたが、ミルロイがシェンクにウィンチェスターの防御力は強力だと信じさせたので、明確な撤退指示を出さなかった。ミルロイはその要塞の強度によって守備隊が猛襲や包囲にも耐えられるという自信があったので、ワシントンの心配を無視することに決めていた。

#### ベリービルとマーティンスバーグに向かったローズ師団の進軍
イーウェルはバレー下流の情報源から掴んだ良い情報に基づき、ミルロイの唯一の逃走路がうまく塞ぎ得ることを予測しており、ローズ師団がベリービルを経てマーティンスバーグに進軍すれば、6月11日からのイーウェルの作戦に従って、ミルロイの期待する撤退路を既に塞いでいると期待した。13日の午後、ローズ師団およびジェンキンスの騎兵旅団はベリービルに到着してマクレイノルズ旅団を捕獲しようとしたが、マクレイノルズはウィンチェスターにいるミルロイの主力からの大砲の合図で南軍の動きを知らされ、ウィンチェスターに撤退して町の北にあるスター砦に入った。それでも南軍はバンカーヒル近くで北軍の輜重隊の一部を捕まえ、75名の捕虜も取った。その後南軍はウィンチェスターに入る電信線を遮断してミルロイの唯一の通信線を排除し、13日の日暮れには、ローズ師団がマーティンスバーグに到着して、北軍の5門の大砲と共に町を占領した。13日の夜は嵐が起こり、強い雨でウィンチェスターやバレー下流を夜中水浸しにした。

### 6月14日: イーウェルの2重側面攻撃

#### アーリーのアップルパイ尾根に向けた左側面行軍
6月14日の夜明け、ゴードン旅団が前進してボウワーズヒルをほとんど抵抗無く占領した。ジョンソンはその前線を右方に延ばしたが、軽い抵抗があった。ウィンチェスター市の街路では断続的に小競り合いがあった。アーリーとイーウェルはボウワーズヒルで協議し側面攻撃戦略を決めた。ゴードン旅団と2個大隊がボウワーズヒルに残され、アーリーはその3個旅団を率いて北軍の砦からは見えなくなるアップルパイ尾根の西側、シーダークリーク・グレイドに下がり、そこから北のクロバーデイル・プランテーションを越えてウォルナットグラブに至る。その部隊には20門の大砲を付けた。アーリーがこの行軍を行う間、ジョンソンは散兵線を右手に進めて北軍の注意を引き、午前10時から午後4時頃まで一日中陽動的小競り合いを行うこととされた。ボウワーズヒルの南軍の大砲が火を噴きミルロイ砦の北軍の大砲と砲撃戦を始めた。午後の半ばまでに、アーリー軍がアップルパイ尾根でウェスト砦の反対側に陣を取った。砦の北西にあるブリアリー農園に8門の大砲が据えられ、残りの12門は砦の南西の果樹園に置かれたが、この時までに戦場は静かになった。北軍の砦の中では、ミルロイとその副指揮官が南軍はウィンチェスターから撃退されたと信じ、このときも自分達が完全に包囲されており、ローズ師団がミルロイ軍の北の主要退却路を占領するという新たな事態で遮断されていることに気付いてはいなかった。

#### アーリーのウェスト砦に対する攻撃
午後6時頃、アーリーの砲兵隊がウェスト砦に対して砲火を開いた。20門の大砲が45分間砲撃し、ヘイズは密かにアップルパイ尾根麓にあるトウモロコシと小麦の畑を抜けて前進した。合図に合わせてこの旅団は300ヤード (270 m) の平原を工作物の上まで登った。短時間の白兵戦の後で、北軍の守備隊は砦を棄ててミルロイ砦に撤退し、その捕獲された大砲は向きを変えられ北軍に向けて使われた。ヘイズはスミスとアベリーの旅団による攻撃で支援されており、アーリーはウェスト砦尾根の戦線を強固にしたが、暗闇のためにそれ以上の進展は無かった。砲撃戦は暗くなってからも暫く続いた。この戦闘後、イーウェルはヘイズ旅団の栄誉を称え、ウェスト砦尾根を「ルイジアナ高地」と改名した。その夜、イーウェルは軍団指揮本部をボウワーズヒルに置き、アーリー師団はミルロイの主要砦と夜中まで砲撃戦を行った。

#### スティーブンソン補給庫に向けたジョンソンの右側面行軍
イーウェルはミルロイが夜の間に退却しようとすることを予測し、ジョンソンに北に行軍してチャールズタウン道路を経て東北東に逃げ出すルートを遮断することで逃亡を妨げるよう命じた。そのルートはローズ師団が抑えている北を迂回できる可能性があった。それ故に午後9時頃、ジョンソンは（スチュアートとウィリアムズの旅団および8門の大砲で）北のベリービル・パイクを進む夜間行軍を開始し、続いて西のジョーダンスプリング道路を進んで、北のマーティンスバーグ・パイクとチャールズタウン道路の交差点近く、ウィンチェスター・アンド・ポトマック鉄道の停車駅であるスティーブンソン補給庫に進んだ。夜半頃にストーンウォール旅団が離れて隊列の後方に付き、ジョーンズ旅団は町の東のベリービル・パイクを跨って残された。

#### ミルロイのマーティンスバーグ・パイクを通る撤退
午後9時にはまた、北軍の正式な作戦会議で、ミルロイとその士官達は古いチャールズタウン道路をハーパーズ・フェリーに向かって「切り開く」ことにすると決めていたが、これは南軍のジョンソン師団が遮断に動いたまさにその道路だった。大砲は全て釘止めされ、砲架は破壊された。夜半少し過ぎ、北軍兵はその軍隊旗を降ろし、静かに砦を出たので、アーリーの南軍は朝まで北軍が居なくなったことに気付かなかった。北軍はスター砦とミルロイ砦の低地に集結し、鉄道とバレー・パイクに沿って進んで、スティーブンソン補給庫の直ぐ南、チャールズタウン交差点に向かった。

### 6月15日: ジョンソンのスティーブンソン補給庫での攻撃
6月15日の夜明け近く、バレー・パイクと古いチャールズタウン道路の交差点近くでジョンソンの散兵が撤退するミルロイ軍の先頭に出逢った。ミルロイはその部隊をパイクの右手に向かわせ、包囲する敵軍による「耐え難い罠」から血路を開く戦いに備えた。ジョンソンはその連隊（複数）をミルバーン道路に配置して鉄道に沿って進ませ、チャールズタウン道路鉄道橋の両側に2門の大砲を据えた。砲兵隊の残りはミルバーン道路の東にある高地に据えられた。明るくなって来たときに、北軍は橋と鉄道の土手に対して悲壮な、しかし協調の取れていない攻撃を数度繰り返した。南軍はしっかりと補強されその攻撃をそれぞれ撃退した。ニコル旅団が北軍最後の攻撃にぶつかり、ストーンウォール旅団が道路の北から戦闘の前線に加わり、前進してバレー・パイクを遮断した。これが最後の打撃となった。残っていた幾つかの北軍連隊は白旗を揚げた。ある時点でミルロイの乗っていた馬が撃たれ、その師団全体は北西、北、北東と様々な方向に散り、少数の集団が密かに南東になんとか逃げ出して、マナサスギャップを抜けて北軍支配地に入った。

## 戦闘の後

### 損失の報告
北軍も南軍も損失に関するその公式記録報告書は実質的に同一だった。イーウェルは次のように報告した。
この捕虜の数はウィンチェスターで治療されていた北軍負傷兵全てを含んでいるように見える。イーウェルの地形学者、ジェデディア・ホッチキスは町の中の捕虜約2,000名を数え、ハーパーズ・フェリーに逃亡した者を約1,500名と推計し、南軍騎兵による追撃でさらに多くの捕虜ができたと推計していた。ミルロイが後にハーパーズ・フェリーに現れたとき、即座に逮捕された。シェンクがミルロイの逮捕が失効したと報告した直後に、副官の第18コネチカット歩兵連隊フレデリック・A・パーマー大尉は全部隊の広範で詳細な表を提出した。その要約は次の通りだった。
イーウェルが捕虜4,000名と報告しているのに対し、北軍第8軍団の報告書では士官144名、兵士3,856名が捕虜または不明としていて、合計が合っている。パーマー大尉の要約では北軍損失合計が4,443名となった。部隊は第8軍団第2師団の第1、第2および第3旅団であり、独立した部隊も含んでいた。
ジョンソン師団だけでスティーブンソン補給庫の戦闘で3,500名の捕虜を捕まえており、これは全師団が道路を行軍中に夜襲されたということでは南北戦争でも唯一の大きな戦闘であるので驚くにはあたらない。ジョンソン将軍は「その双眼鏡で！」30人を捕虜に取り、「11本の連隊旗、175頭の馬およびあらゆる種類の武器と携行品」を抑えたと主張した。
損失の推計は少し低いものもある。アイヒャーは、南軍の損失が269名（戦死47名、負傷219名、不明3名）とし、北軍は3,801名（戦死95名、負傷348名、不明または捕虜3,358名）とした。記録における計数を難しくしているのは、ウィンチェスター市内の多くの病院で捕まった北軍兵の数を足していることである。
この2個師団と1個師団の対戦した戦闘における損失比は南軍269対北軍4,443となり、すなわち0.06と驚くべき数字である。これは南北戦争の中でもこの規模の戦闘で最も一方的な結果だった。南軍砲兵隊のロバート・スタイルズ少佐が、「このウィンチェスターの戦いは...北バージニア軍が挙げた成果の中でも傑作の一つである」と書いているのも不思議でない。

### 1個師団が失われ、2個大隊ができた
ミルロイとその参謀、騎兵隊および他の小さな部隊を併せて約1,200名がハーパーズ・フェリーまで逃れた。さらに戦闘から数日のうちに、「2,700名以上がペンシルベニア州ブラッディランに現れた。」ミルロイの部隊は存在しなくなり、第8軍団第2師団の散開した残兵は中部方面軍に吸収され、ミルロイは拘束された。南軍は物資を補給し飼料を手に入れることを望んでいただけだったが、ウィンチェスターを簡単に手に入れることで、28門の大砲（ウィンチェスターで23門、マーティンスバーグで5門）と300頭の馬を含み、十分な量の大砲や馬を捕獲したので、歩兵と騎兵の1個大隊の装備ができた。さらに、南軍はウィンチェスターでかなりの稜の食料、衣類、小火器と弾薬および医療品を手に入れた。
北軍ではこの戦闘の後で査問会議が開かれ、エイブラハム・リンカーン大統領とハレック総司令官は、「ウィンチェスターを明け渡せ」という命令に誰が従わなかったかを知ろうとした。リンカーンはミルロイに宛てて次のように書き送った。
査問の性格は、当初のウィンチェスターを明け渡せという命令に誰が従わなかったかという調査から、ウィンチェスターからの撤退の顛末とその性格を見付けることに変わった。ミルロイは無罪となり、ウィンチェスターでのその輝かしい防御行動がゲティスバーグの戦いのタイミングを決めることに働き、この方面作戦全体で北軍の勝利を呼んだと主張した。これにも拘わらずハレックはミルロイに指揮官職を与えないことに拘った。

### リーのゲティスバーグ方面作戦に対する貢献
第二次ウィンチェスターの戦いでの勝利はシェナンドー渓谷から北軍を一掃し、リーにとって2回目の北部侵攻のためのドアが開かれた。豊富な物資を手に入れたことで、行軍しながらその軍隊を食べさせていくというリーの考え方が成立した。北軍の敗北は北部を狼狽させ、陸軍長官エドウィン・スタントンは北軍に組み入れる民兵隊の追加を要求した。その後間もなくリンカーン大統領は侵略の脅威を排除するために10万名の志願兵を求めた。崩壊した第87ペンシルベニア連隊の逃亡兵達はゲティスバーグ近くや隣接するヨーク郡の自家に慌てて帰り、地元の役人達に、南軍は大挙してシェナンドー渓谷におり、ペンシルベニア州を明らかに侵略しようとしているという報せを広めた。ペンシルベニア州のアンドリュー・カーティン知事はこれらの報告や他の軍事情報に反応して、要石である州（ペンシルベニア州）を守るために5万名の志願兵を要求した。

### イーウェルのフォロー
この戦闘の直後にイーウェルはジェンキンスの指揮する軍団の騎兵旅団全軍をペンシルベニア州チェンバーズバーグ襲撃に派遣し、食糧探しと偵察を行わせた。その第2軍団作戦本部をウィンチェスターの北3マイル (5 km) に置き、続いてバンカーズヒル近くのボイド氏の家に移した。ミルロイ砦で捕獲した旗は新しい南軍の旗を作るのに使われ、イーウェルとアーリーが新しい旗の掲げられる命名式に出席し、元第2軍団長で最近戦死した将軍の名誉を称えて砦を「ジャクソン砦」と公式に改名した。地形学者のジェデディア・ホッチキスは終日の調査を開始し、本稿冒頭に掲げる有名な戦闘地図を作成した。

### 指導力
この戦闘におけるジュバル・アーリーの指導力は図抜けたものだった。リー将軍はアーリーへの信任が厚く、最終的には1864年に南軍第2軍団ではないが、新しいバレー地区軍を預け、リーが常に夢見てきた北部侵攻の示威行動を今一度行わせた（1864年のバレー方面作戦）。リーがシャープスバーグ（アンティータムの戦い）とゲティスバーグで2度失敗したところでアーリーは成功し、南部を解放するための高貴で最後絶望的試みとして、ワシントンD.C.のスティーブンス砦を砲撃した（スティーブンス砦の戦い）。

### 第二次ウィンチェスターの戦いに関する書籍
- Beach, William H. The First New York (Lincoln) Cavalry: From April 19, 1861 to July 7, 1865. New York: The Lincoln Cavalry Association, 1902.
- Grunder, Charles S. and Beck, Brandon H. The Second Battle of Winchester (2nd Edition). Lynchburg, VA: H.E. Howard, Inc., 1989. ISBN 0-930919-90-4
- Grunder, Charles S. and Beck, Brandon H. The Three Battles of Winchester: A History and Guided Tour (2nd Edition). Berryville, VA: The Civil War Foundation, Inc., 1997. ISBN 0-939685-07-8
- Maier, Larry B. Gateway to Gettysburg: The Second Battle of Winchester. Burd Street Press: Shippensburg, Pennsylvania, 2002. ISBN 1-57249-287-2

### ウィンチェスター南北戦争の書籍と日録
- Mahon, Michael G., Ed. Winchester Divided: The Civil War Diaries of Julia Chase & Laura Lee. Mechanicsburg, PA: Stackpole Books, 2002. ISBN 0-8117-1394-6
- Noyalas, Jonathan A. Plagued by War: Winchester, Virginia During the Civil War. Leesburg, VA: Gauley Mount Press, 2003. ISBN 0-9628218-9-6

### バージニア州ウィンチェスター市ハンドリー地域図書館
- Civil War Manuscripts: Diaries and Letters
- Lewis Barton Papers
- Mrs. Hugh Holmes Lee Diary

### 一般
- Early, Lt. Gen. Jubal A. Autobiographical Sketch and Narrative of the War Between the States. With Notes by R.H. Early. Philadelphia: J.P. Lippincott Company, 1912.
- Eicher, David J., The Longest Night: A Military History of the Civil War, Simon & Schuster, 2001, ISBN 0-684-84944-5.
- Hotchkiss, Jedediah, (McDonald, Archie, Ed.) Make Me a Map Of the Valley: The Civil War Journal of Stonewall Jackson's Topographer, Southern Methodist University Press, Dallas, 1973. ISBN 0-87074-270-1
- Kennedy, Frances H., Ed., The Civil War Battlefield Guide, 2nd ed., Houghton Mifflin Co., 1998, ISBN 0-395-74012-6.